# RER1
RER1 (англ. Retention in endoplasmic reticulum sorting receptor 1) – білок, який кодується однойменним геном, розташованим у людей на 1-й хромосомі. Довжина поліпептидного ланцюга білка становить 196 амінокислот, а молекулярна маса — 22 958.
| 10         |  | 20         |  | 30         |  | 40         |  | 50         |
| ---------- |  | ---------- |  | ---------- |  | ---------- |  | ---------- |
| MSEGDSVGES |  | VHGKPSVVYR |  | FFTRLGQIYQ |  | SWLDKSTPYT |  | AVRWVVTLGL |
| SFVYMIRVYL |  | LQGWYIVTYA |  | LGIYHLNLFI |  | AFLSPKVDPS |  | LMEDSDDGPS |
| LPTKQNEEFR |  | PFIRRLPEFK |  | FWHAATKGIL |  | VAMVCTFFDA |  | FNVPVFWPIL |
| VMYFIMLFCI |  | TMKRQIKHMI |  | KYRYIPFTHG |  | KRRYRGKEDA |  | GKAFAS     |

A: Аланін

C: Цистеїн

D: Аспарагінова кислота

E: Глутамінова кислота

F: Фенілаланін

G: Гліцин

H: Гістидин

I: Ізолейцин

K: Лізин

L: Лейцин

M: Метіонін

N: Аспарагін

P: Пролін

Q: Глутамін

R: Аргінін

S: Серин

T: Треонін

V: Валін

W: Триптофан

Кодований геном білок за функцією належить до фосфопротеїнів. 
Задіяний у такому біологічному процесі, як ацетилювання. 
Локалізований у мембрані, апараті гольджі.